# SCORPIO RISING
『SCORPIO RISING』（スコルピオ・ライジング）は、日本のミュージシャンである布袋寅泰の8枚目のアルバムである。

## 解説
コンセプトは「スピード」「ギター」「衝動」。ゴシックな世界観を描いた前作『fetish』から一変し、ストレートなロックンロールナンバーで構成されている。
アルバムリリース以前より、布袋は各紙のインタビューにて「今回は皆が観たい聴きたいHOTEIを全開で届ける」といった内容のコメントを発していた。同時に40歳という年齢を迎えたこと、新築した自宅スタジオ"DADA STUDIO"よりアルバム制作を開始したことから「新たなスタート」「2002年モードのHOTEI」もキーワードとしている。
本作ではインストゥルメンタルの楽曲が収録されていない。また全曲が日本国内のみでレコーディングされている。これらは布袋がソロキャリアでリリースしたオリジナルアルバムでは初のこととなる。
アルバムタイトルは、ケネス・アンガーによる同名のカルト映画より。
元BOØWY時代のベーシストである松井常松、元LUNA SEAのJをはじめ、『SUPERSONIC GENERATION』より参加しているザッカリー・アルフォード、山木秀夫、元ルースターズの井上富雄らが参加している。

## 録音
前述の通り、本作はソロキャリア初となる全曲国内レコーディングであり、前年新たに建造した自宅スタジオ"DADA STUDIO"からアルバム制作がスタートした。
アンプはレコーディング、ツアーともアンプヘッドにHughes & Kettnerの"TRIAMP"、スピーカーにはマーシャルを使用している。

## リリース
2002年3月6日に東芝EMI／ヴァージンよりリリースされた。
またアルバムリリース以前より全国のレコードショップにて、本作のレコーディング風景やインタビュー等を掲載したフリーペーパー「HOTEI PROPAGANDA SCORPIO RISING」がvol.1からvol.3まで配布された。

## アートワーク
ジャケットワークを、布袋が少年時代にギターを手にするきっかけとなったマーク・ボランのポスターのカメラマンである鋤田正義が手掛けている。
オリジナルアルバムのジャケットにギターが登場するのは、BOØWY、COMPLEXを含めても本作が初となる。

## ツアー
本作を受けてのツアーは『HOTEI ROCK THE FUTURE 2002 SCORPIO RISING TOUR』と銘打ち、2002年8月16日の大阪フェスティバルホールを皮切りに37都市47公演が行われた。またツアー中の11月11日から12日と11月25日から26日にファンクラブ"beat crazy"設立1周年を祝し、ファンクラブ会員と「Weeklyぴあ」の応募者限定で『beat crazy presents first year anniversary SCORPIO RISING@club』と銘打ったライブハウス公演がSHIBUYA-AXとなんばHatchにて計4公演行われている。全51公演というツアー日程は、現在のところ自身のソロキャリアでは最多となっている。
当初は同年5月17日の府中の森芸術劇場どりーむホールでの公演よりツアー開始となる予定であったが、直前に宮崎市での転倒により頭蓋骨骨折と硬膜外出血の重傷を負い、全日程が延期された。
手術後は指がほとんど動かない状態であり、「これはもう二度とギターが弾けないかもしれないとその時は思った」と布袋は語っている。また再度ツアー日程が組まれた後も、初日まで2か月前の時点で走ることはおろか指も両腕も自由に動かせる状態には程遠く、リハビリは一日一日が格闘だったという。
ツアーメンバーは前ツアーにも参加したザッカリー・アルフォードと岸利至、新たに渡部充一、そしてBOØWY時代の盟友である松井常松が『GUITARHYTHM LIVE』以来14年ぶりに布袋のツアーに参加した。
後年松井は当ツアーについて「いつでもまた一緒にできるような気はしても、（先述の布袋の怪我のように）何があるかわからない。だからまたこのギターとプレイすることができて本当に幸せだとツアー中ずっと思っていた。1本1本が本当に大切な時間だった」「（布袋の）復帰にかける執念が音だけじゃく背中からも伝わってきた。だから自分もやるからには完璧にやりたくて、ベースの化身になりたいと思った。（歌も唄うソロとは違って）もっともベーシストに徹することが出来る場所だったから」と語っている。
ツアーではアルバム・コンセプトを踏まえ、会場の客入れBGMにオアシスの『Rock'n'roll Star』やラモーンズの『Do You Remember Rock'n'roll Radio?』『Rock'n'roll High School』など全曲タイトルに"ロックンロール"と付いている楽曲が使用された。
ライブの模様は10月31日の日本武道館公演を収めたライブ・アルバム『ライブ in 武道館』(2002年)とライブDVD『ライブ in 武道館』(2003年)として、11月12日に行われた『beat crazy presents first year anniversary SCORPIO RISING@club』のSHIBUYA-AX公演がライブDVD『TOMOYASU HOTEI beat crazy presents live@AX』としてそれぞれリリースされている。またツアーのドキュメンタリー映像を収録したディスク『SRT EXTRA TRACK』が、beat crazy通販限定で特典として付属された。

## 収録曲
| 全作曲: 布袋寅泰。 |                                   |           |            |      |
| #                  | タイトル                          | 作詞      | 作曲・編曲 | 時間 |
| 1.                 | 「SCORPIO RISING」                | 布袋寅泰  | 布袋寅泰   | 4:05 |
| 2.                 | 「RUSSIAN ROULETTE」              | 布袋寅泰  | 布袋寅泰   | 4:01 |
| 3.                 | 「VENUS」                         | 森雪之丞  | 布袋寅泰   | 4:49 |
| 4.                 | 「MY NAME IS DESIRE」             | 森雪之丞  | 布袋寅泰   | 5:55 |
| 5.                 | 「PSYCHOBILLY & PUSSYCAT」        | 布袋寅泰  | 布袋寅泰   | 4:39 |
| 6.                 | 「SHOCK TREATMENT」               | 布袋寅泰  | 布袋寅泰   | 3:31 |
| 7.                 | 「BABYLON」                       | 森雪之丞  | 布袋寅泰   | 5:26 |
| 8.                 | 「I HATE YOU」                    | 布袋寅泰  | 布袋寅泰   | 3:21 |
| 9.                 | 「DOUBLE TROUBLE」                | 森雪之丞  | 布袋寅泰   | 4:31 |
| 10.                | 「MR.LONELY」                     | 布袋寅泰  | 布袋寅泰   | 5:08 |
| 11.                | 「LONDON BLUE」                   | 布袋寅泰  | 布袋寅泰   | 4:59 |
| 12.                | 「R&R NEVER DIE」                 | 布袋寅泰  | 布袋寅泰   | 4:12 |
| 13.                | 「DREAMING IN THE MIDNIGHT CITY」 | 森雪之丞  | 布袋寅泰   | 6:07 |
| 合計時間:          | 合計時間:                         | 合計時間: | 60:47      |      |

## 楽曲解説
1. SCORPIO RISING
BOØWY時代のバンドメイトである松井常松がベースで参加。
シングル『DESTINY ROSE』のB面にヴァージョン違いの「SCORPIO RISING(SPEEDKING mix)」が収録されており、F1グランプリの公式テーマ曲として使用された。
2. RUSSIAN ROULETTE
21枚目のシングル。
プレイステーション2ソフト「鬼武者2」の主題歌。
詳細は「RUSSIAN ROULETTE」の項を参照。
3. VENUS
4. MY NAME IS DESIRE
5. PSYCHOBILLY & PUSSYCAT
6. SHOCK TREATMENT
21枚目のシングル「RUSSIAN ROULETTE」のカップリング曲。
7. BABYLON
8. I HATE YOU
Jがベースで参加。
9. DOUBLE TROUBLE
21枚目のシングル「RUSSIAN ROULETTE」のカップリング曲。
10. MR.LONELY
友人である豊川悦司に捧げた楽曲。
11. LONDON BLUE
12. R&R NEVER DIE
13. DREAMING IN THE MIDNIGHT CITY

## 参加ミュージシャン
- 布袋寅泰 - ボーカル、ギター、ベース、キーボード
- 松井常松 －ベース(#1)
- ZACHARY ALFORD -ドラムス
- 岸利至 － プログラミング

- J －ベース(#8)
- 山木秀夫 - ドラムス(#2,5,8)
- 今剛 - スティール・ギター(#9)
- 井上富雄 - ベース(#9,13)
- JILL (PERSONZ) - バッキングボーカル(#3,12)
- 西村浩二 - トランペット(#11)
- 田口亮 (JET SETS) - バッキングボーカル(#1,3,8,12,13)
- 大西克己 (JET SETS) - バッキングボーカル(#1,3,8,12,13)
- 菅原龍平 (the autumn stone) - バッキングボーカル(#1,8,11,13)